# هيلموت ماورر
هيلموت ماورر (بالألمانية: Helmut Maurer)‏ (7 نوفمبر 1945 بفيينا في النمسا - ) هو مدرب كرة قدم ولاعب كرة قدم نمساوي في مركز حراسة المرمى. شارك مع منتخب النمسا لكرة القدم. أما مع النوادي، فقد لعب مع رابيد فيينا و1. سيميرينغر وSV Wienerberg ‏.

## وصلات خارجية
- هيلموت ماورر على موقع قاعدة بيانات كرة القدم.إي يو (الإنجليزية)